# Dogondoutchi
Dogondoutchi (cunoscut și sub denumirea de Doutchi) este un oraș în departamentul Dosso, Niger.